# 押出仏

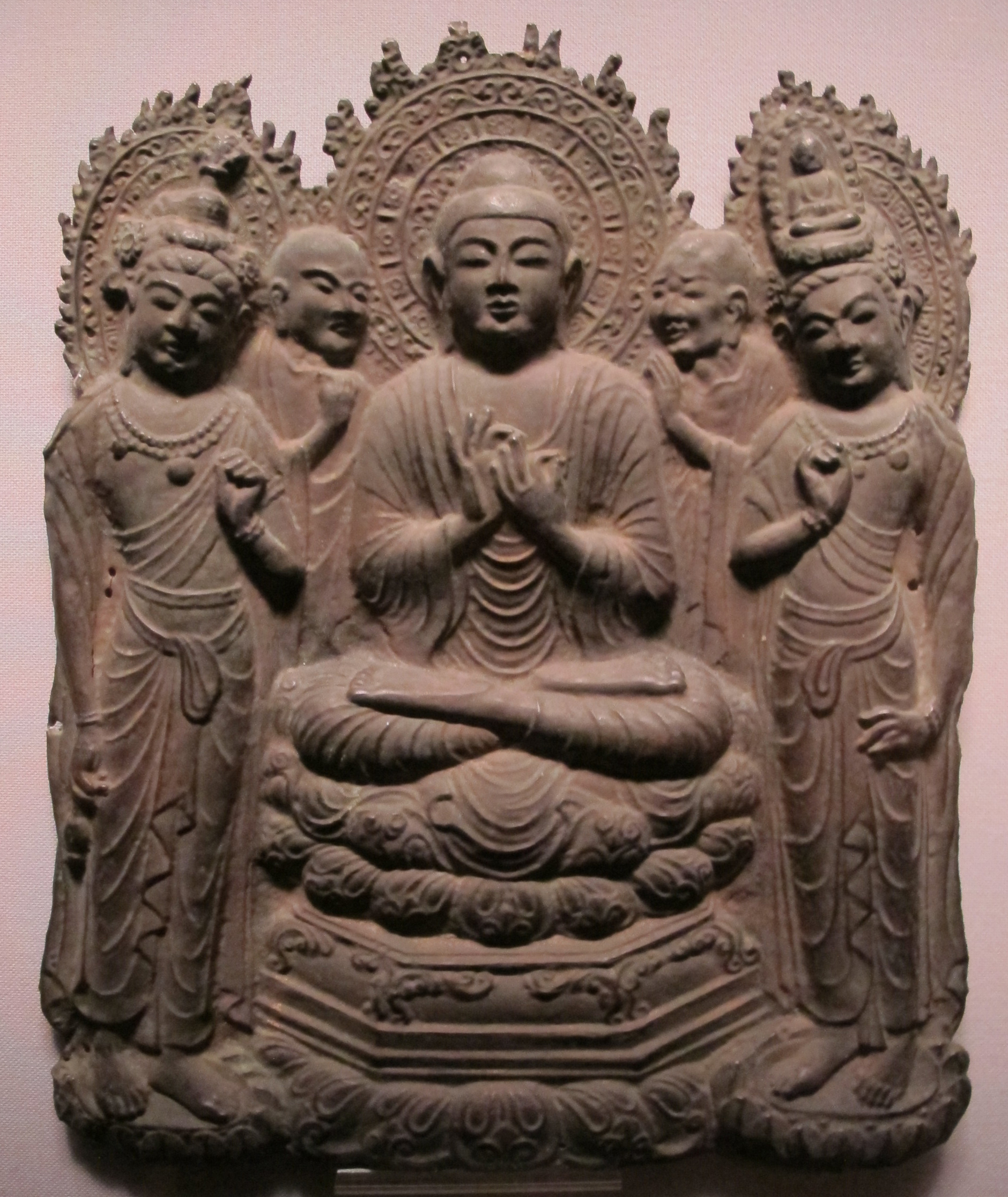
阿弥陀三尊及僧形像
法隆寺献納宝物・7世紀
重要文化財・東京国立博物館蔵

押出仏（おしだしぶつ）とは、薄い銅板を鋳造した凸型に載せて槌で叩いて文様を浮き出させ、鍍金もしくは箔押しで仕上げた仏像のこと。打出仏とも言うほか、中国における鎚鍱像（ついちょうぞう）もこれに当たるという説もある。この技法による造仏が日本に伝わったのは、他の仏教美術と同様に朝鮮半島を経由して6世紀から7世紀ごろと考えられ、隋・唐の影響を多く受けた飛鳥時代後期に最盛期を迎えて奈良時代まで継続して製作されるが、平安時代には製作されなくなった。一つの原型で大量に制作することが出来るのが特徴で、在家信者の念持仏もしくは厨子や堂塔の内部を荘厳するために製作されたと考えられる。

## 略歴
中国では、『高僧伝』に太和年間に「金鍱の千像をつくる」と記される記録が最も古く、現存最古の遺品としては6世紀末ごろと推測されるものが伝わっている。
日本の押出仏の図像は中国の六朝時代から唐時代までの遺品と共通する点が多く、大陸の直接の影響があったと考えられる。
日本での遺品で最も古いのは法隆寺の玉虫厨子である。厨子内壁一面に貼り付けられた千仏像は『法隆寺資財帳』に「金泥押出千仏像」と記されており、8世紀から押出仏と呼ばれていたことが分かる。また同書には、一般の信者から施入された押出仏が3体あったこと記されており、在家信者が念持仏としていた押出仏を信者の死後に遺族が納めたと推定される。
日本での遺品は、天武・持統・文武期が最も多く、技術的にも優れている。天武8年（679年）には「諸国家ごとに仏舎をつくり、仏像および経を置きて礼拝供養せよ」との詔があり、同時代に仏像の需要が高まったことを背景に大量に生産できる押出仏が重用された考えられる。
奈良時代の正倉院文書『造東大寺司告朔解（ぞうとうだいじしこくさくのげ）』には「作塔基打出像五十躯」と記されていることから、東大寺の東塔初層の内部は打出仏が一面に貼られていたと考えられ、この際に用いられた原型と考えられる銅板仏（南倉153）も正倉院に現存している。
奈良時代後期と考えられる遺品としては唐招提寺の吉祥天像などがあるが、平安時代に至ると記録や遺品が見られなくなる。こうした事から、押出仏は塑像や乾漆像と同様に隋唐美術の影響を受けた仏像で、平安時代になると製作されなくなったと考えられる。

## 作例

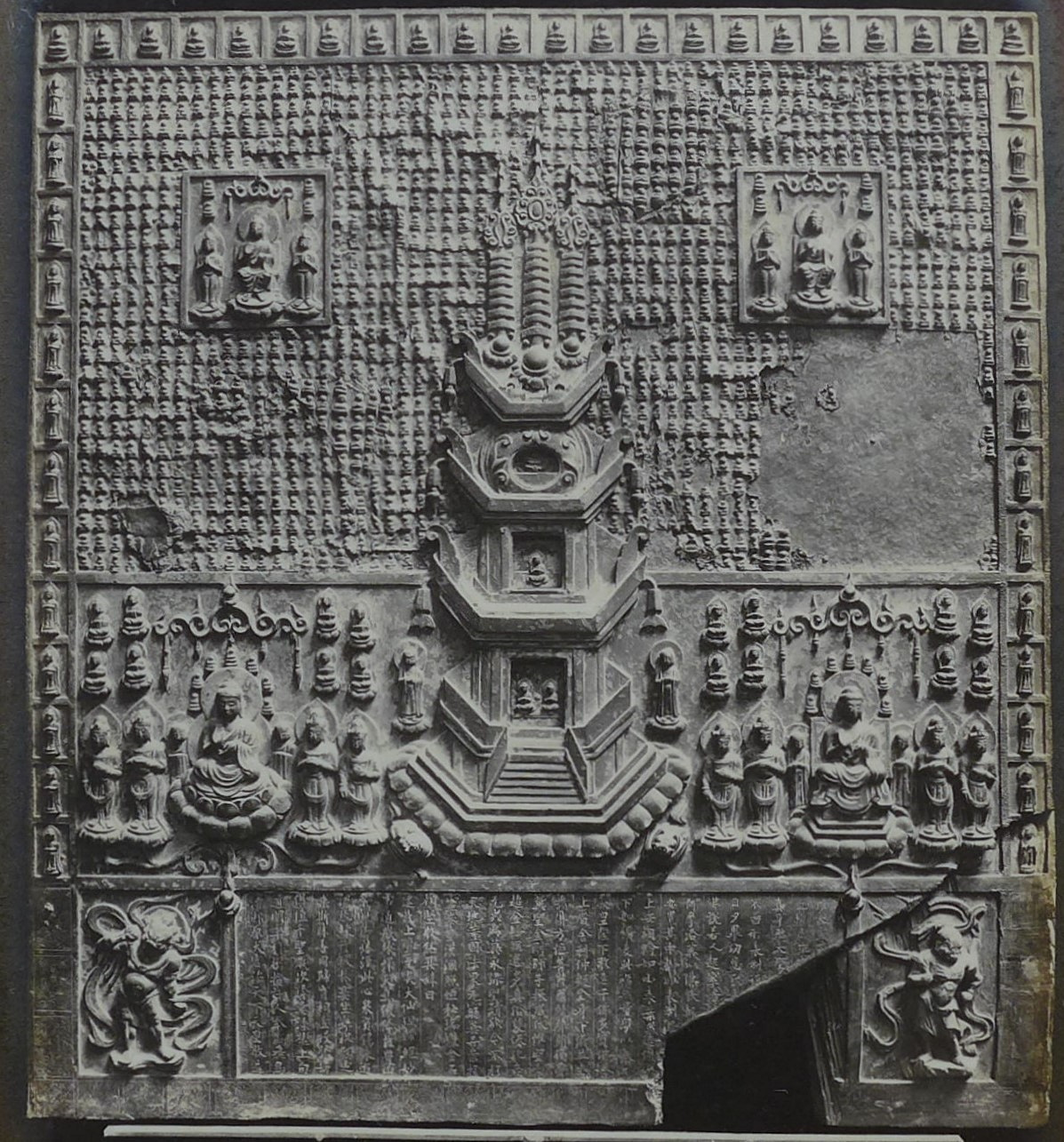
銅板法華説相
7世紀後半・国宝・長谷寺

山田寺や夏見廃寺などの飛鳥時代の寺院跡では堂塔内の壁を塼仏の千仏像で荘厳していた例が確認されているが、こうした堂を縮小するように製作されたと考えられるのが玉虫厨子である。同厨子の内部には一面に如来坐像の押出仏が貼り付けられており、源豊宗によればその総数は4468体にも及ぶ。このように押出の千仏像で内部を荘厳した厨子は『大安寺資材帳』にも記載されており、いくつかの作例があったと考えられる。千仏像の残闕は、當麻寺の伝来品や津市鳥居古墳出土品などもあるが、保存状態のよい遺品としては長谷寺の銅板法華説相図が代表例である。
押出仏の遺品のなかで最も優品とされるのが東京国立博物館法隆寺献納宝物の阿弥陀三尊及僧形像である。本作と同型の押出仏はいくつか確認されているが、個人蔵の遺品は押出仏が光背に釘留めされたうえで厨子に納められており、当時の押出仏の礼拝形式を伝えるものと考えられる。
貴重な作例としては、法隆寺献納宝物の押出菩薩像がある。本作は像の前後をそれぞれ押出技法で成形し、2面を合わせて一体の像としたもので、あたかも金銅仏のように仕上げられている。作風は飛鳥時代の様式を留めており、同時代にはこの種の仏像が多く造られたと考えられるが、本作が唯一の現存品である。また、厨子や光背を荘厳する押出仏ないし押出技法を用いた装飾も見られる。代表例としては、法隆寺献納宝物の透彫舟形光背に付属した七化仏がある。

## 製作法
以上のような押出仏は、鋳造された凸型に薄い銅板を押し当てて槌などで叩いて像を浮き出させて造られるが、これに使用された原型と考えられる銅板仏も数点伝来している。特に法隆寺に伝来する銅板如来三尊像は、同型の原型から製作された押出仏が多数残されており、製作法を考察するうえで貴重な遺品となっている。例えば、當麻寺に伝来する押出仏は法隆寺の銅板仏と全く同型であるが、東京国立博物館に伝来する押出仏は天外部の装飾に異なる文様が見られる。こうした違いは、光背などの細部に微妙な変化を持たせた複数の原型を造ったか、もしくは打ち出す際に部分的に別の型を用いるなど、いくつかの型を組み合わせて製作したと考えられている。